# Spoorlijn Aachen Nord - Jülich
De spoorlijn Aachen Nord - Jülich was een Duitse spoorlijn tussen Aken en Jülich en als lijn 2555 onder beheer van DB Netze. Het gedeelte tussen Kirchberg en Jülich is sinds 2004 lijn 9305.

## Geschiedenis
Het traject werd door de Aachener Industriebahn Actiengesellschaft in twee fasen geopend. In 1875 tussen Aken en Hoengen, gevolgd door het gedeelte tussen Hoengen en Jülich in 1882. In 1980 werd het personenverkeer op de lijn opgeheven, evenals het goederenvervoer tussen Aken en Aldenhoven. In 1983 werd het goederenverkeer opgeheven tussen Aldenhoven en Kirchberg.

## Huidige toestand
Tussen Aachen Nord en Haaren wordt de lijn nog gebruikt voor de bediening van de wagonfabriek van Bombardier. Tussen Kirchberg en Jülich liggen de sporen er ook nog. De rest van de lijn is opgebroken.

## Aansluitingen
In de volgende plaatsen is of was er een aansluiting op de volgende spoorlijnen:
Aachen Nord
DB 2560, spoorlijn tussen Aachen Nord en Aachen-Rothe Erde
aansluiting Kaisersruh
DB 2561, spoorlijn tussen Haaren en de aansluiting Kaisersruh
Würselen
DB 2544, spoorlijn tussen Stolberg en Kohlscheid
Mariagrube
DB 2570, spoorlijn tussen Stolberg en Herzogenrath
DB 2556, spoorlijn tussen Mariagrube en Siersdorf Grube Mayrisch
DB 2557, spoorlijn tussen Mariagrube en de aansluiting Kellersberg
Jülich
DB 2540, spoorlijn tussen Jülich en Dalheim
DB 2571, spoorlijn tussen Hochneukirch en Stolberg
DB 9241, spoorlijn tussen Jülich en Puffendorf
DB 9304, spoorlijn tussen Jülich en Düren